# Thomas McGuire
Ne doit pas être confondu avec Thomas Horace Mac Guire.
Thomas Buchanan McGuire, Jr. (1er août 1920 – 7 janvier 1945) fut l’un des pilotes de combat américains les plus décorés de la Seconde Guerre mondiale. Avec trente-huit victoires au moment de sa mort, il demeure le second as américain de la guerre, derrière Richard Bong. La Medal of Honor lui a été accordée de façon posthume. En son honneur, la base aérienne de Fort Dix dans le New Jersey, a été renommée McGuire Air Force Base en 1948.

## Jeunesse

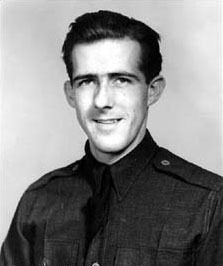
Aviation Cadet Thomas B. McGuire.

McGuire est né à Ridgewood (New Jersey), le 1er août 1920. Après le divorce de ses parents, il suivit sa mère qui déménagea à Sebring, Floride. McGuire fut diplômé de Sebring High School en 1938.

## Seconde Guerre mondiale
Il s’engagea dans l’United States Army Air Corps en 1941. Il effectua son entraînement à Randolph Field, au Texas et fut breveté en février 1942.
Sa première affectation opérationnelle fut le 54th Fighter Group qui était basé en Alaska et volait sur Bell P-39 Airacobra. Au cours de ses patrouilles sur les Iles Aléoutiennes, il ne remporta aucune victoire. Il est de retour aux États-Unis en décembre 1942.

### Guerre du Pacifique
En février 1943, il est envoyé à Orange County Airport, Californie, pour sa formation sur Lockheed P-38 Lightning, l’avion à bord duquel il va devenir le second as américain. En mars 1943, il rejoint le 49th Fighter Group, rattaché à la 5th Air Force, et est enfin envoyé dans le Pacifique sud. En août 1943, un nouveau groupe de chasse volant sur Lockheed P-38 Lightning est formé : le 475th Fighter Group. McGuire est désigné pour y être affecté au sein du 431st Fighter Squadron.

### Premières victoires

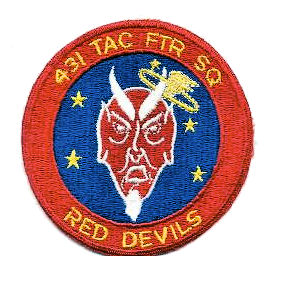
431st Fighter Squadron

Le 18 août 1943, McGuire escorte des bombardiers attaquant Wewak, Nouvelle-Guinée. Près de la cible, les chasseurs sont attaqués par des Japonais. Durant la bataille, McGuire abat deux Nakajima Ki-43 "Oscar" et un Kawasaki Ki-61 "Tony." Le lendemain, au même endroit, il abat deux "Oscar" de plus, et devient un as, selon les critères américains (5 victoires).
Le 17 octobre 1943, cependant le combat ne tourne pas à son avantage. Il attaque un groupe d’au moins sept Mitsubishi A6M Zero qui s’acharnent sur un P-38 isolé, et parvient à en abattre trois au-dessus de la Baie d'Oro. Cela porte son palmarès à 13 victoires confirmées. Cependant les quatre "Zeke" restants endommagent gravement son appareil et l’obligent à sauter en parachute. Il est secouru par une vedette lance-torpilles américaine (PT Boat), mais, blessé, il est mis sur la touche pendant deux mois avant de pouvoir rejoindre son unité. Pour cette action, il est décoré de la Silver Star et du Purple Heart.
Le 26 décembre 1943, il ajoute trois "Val" à son score, et termine l’année 1943 avec 16 victoires en quatre mois et demi.
Cependant le premier semestre de 1944 ne lui apporte que peu de succès nouveaux, car l’aviation japonaise a déserté les cieux de Nouvelle-Guinée. De plus, ses tâches administratives en tant que commandant du 431st Fighter Squadron lui prennent du temps. Il abat sa cinquième victime de l’année 1944 (un Oscar) le 17 juillet 1944 au-dessus de Lolobata.

### La course aux victoires
Peu de temps plus tard, son unité est mutée aux Philippines où les combats sont fréquents et âpres. C’est alors que McGuire se lance dans la course pour détrôner Richard Bong, qui appartient aussi à la 5th Air Force, qui vole aussi sur Lockheed P-38 Lightning et qui se bat également aux Philippines. Cette compétition rendra McGuire célèbre, mais lui vaut le désagréable surnom de « Huit derrière ». Car à chaque fois que McGuire revient avec une victoire, Bong a la mauvaise manie d’en faire autant, ce qui fait que l’écart entre les deux as se maintient à peu près toujours au même niveau. Les autres pilotes américains, pour lesquels les deux as sont des modèles, les correspondants de guerre, la presse, le public, tout le monde se passionne pour cette compétition.
Craignant de perdre ses deux plus grands as, le général Kenney, chef de la 5th Air Force, a renvoyé Bong aux États-Unis se perfectionner au tir. Il revient dans le Pacifique en septembre 1944 et, faisant fi des ordres de Kenney, reprend sa course aux victoires.
Le 27 octobre 1944, le 49the Fighter Group occupe le terrain de Tacloban, sur l’île de Leyte, Philippines. Bong en fait partie. Le 30 octobre, le 475th Fighter Group se pose à son tour à Tacoblan : le groupe de McGuire. La rencontre historique entre les deux as est particulièrement cordiale, car en dépit de leur rivalité, ils partagent la même passion. Bong a alors 33 victoires. McGuire n’en a alors que 23, mais dès le lendemain il descend en flammes deux Japonais au-dessus de Cebu. Son total se porte à 25 victoires : encore huit derrière !
Ils obtinrent exceptionnellement l’autorisation de voler ensemble, et on dit qu’ils abattirent le même nombre d’avions japonais
Début décembre 1944, Richard Bong obtient deux nouvelles victoires, les deux dernières car son deuxième tour d’opérations se termine. Le général Kenney le convoque pour lui annoncer qu’il est affecté comme pilote d’essais à Wright Field, Ohio.
McGuire a désormais les mains libres pour réaliser son grand rêve, devenir le plus grand des as américains. En deux jours, les 25 et 26 décembre 1944, il abat six avions japonais : deux au-dessus de Luçon le jour de Noël, et le lendemain quatre autres au-dessus de la base aérienne Clark. Cela porte son score à 38 victoires. Plus que deux derrière Bong. Le général Kenney ordonne à McGuire huit jours de repos forcé, au sol. McGuire lui arrache l’autorisation de reprendre les vols, mais il doit s’occuper de l’instruction des nouveaux pilotes.

### Sa dernière mission
Le 7 janvier 1945, McGuire décolle en compagnie du major Rittmayer (quatre victoires) et de deux jeunes pilotes : le capitaine Weaver et le lieutenant Thropp (respectivement deux et une victoires). Ils se dirigent vers l’île de Los Negros. Leur but est visiblement de rechercher le combat. McGuire veut remporter les deux dernières victoires qui le séparent de Richard Bong.
McGuire aperçoit un monoplace japonais isolé. C’est un Ki-43 "Oscar", piloté par l’adjudant Sugimoto du 5e Sentai, qui rentre de mission. Il n’est pas tout à fait isolé, car un autre appareil japonais est en vol dans le secteur : un Ki-84 Hayate (code allié : "Frank") piloté par le sergent-chef Mizunori Fukuda du 71° Sentai. Mais les Américains ignorent sa présence.
Les événements qui suivent font l’objet de plusieurs versions contradictoires. Il semble acquis que McGuire a ordonné d’attaquer Sugimoto. Mais le pilote japonais, très expérimenté (il a plus de 3 000 heures de vol sur ce type d’appareil), ne panique pas et se retourne contre ses assaillants dans une manœuvre fulgurante. Les chasseurs deviennent chassés. Le major Rittmayer, attaqué par Sugimoto, appelle McGuire au secours à la radio. Celui-ci engage son P-38 dans un virage très serré, trop serré, d’autant plus qu’il a conservé ses réservoirs supplémentaires, qui constituent un handicap en combat aérien. Son appareil décroche en perte de vitesse, et il n’a pas suffisamment d’altitude pour reprendre le contrôle. McGuire s’écrase au sol, sans avoir été atteint par un seul projectile japonais. Le P-38 de Rittmayer, mitraillé par un des avions japonais (les témoignages divergent, est-ce le "Oscar" de Sugimoto ou le "Frank" de Fukuda ?) s’écrase également au sol. Les deux jeunes pilotes interviennent, et causent aux deux Japonais suffisamment de dommages pour qu’ils fassent un atterrissage forcé, mais il est trop tard pour sauver McGuire et Rittmayer. Ils rentrent à leur base annoncer la sinistre nouvelle. McGuire restera éternellement « deux derrière ».

### Décorations
- USAAF pilot badge

- Medal of Honor
- Distinguished Service Cross
- Silver Star Medal avec deux feuilles de chêne en bronze
- Distinguished Flying Cross (États-Unis) avec feuille de chêne en bronze
- Purple Heart avec deux feuilles de chêne en bronze
- Air Medal avec deux feuilles de chêne en argent et quatre en bronze
- American Campaign Medal
- Asiatic-Pacific Campaign Medal
- World War II Victory Medal
- Presidential Unit Citation avec trois feuilles de chêne en bronze
- American Defense Service Medal

### Langue anglaise
- (en) A. Scott. Berg, Lindbergh, New York, Putnam, 1998 (ISBN 0-399-14449-8 et 978-0-399-14449-3).
- (en) Charles A Martin, The last great ace : the life of Major Thomas B. McGuire, Jr, Fruit Cove, Fla, Fruit Cove Pub, 1998, 372 p. (ISBN 0-9667791-0-X et 978-0-966-77910-3), p. 372.

### Langue française
- Bernard Millot, Deux as ! Bong et McGuire, les champions du Lightning, in L’album du fanatique de l’aviation no 64, mars 1975, éditions Larivière, p. 12-15.
- Christian Jacques Ehrengard, Thomas B. McGuire, « Huit derrière »  in Connaissance de l’histoire mensuel no 51, décembre 1982, éditions Hachette, p. 48-49.